# Gang Chua
Der Gang Chua ist ein Berg im Westhimalaya im indischen Bundesstaat Himachal Pradesh.
Der 6288 m hohe vergletscherte Gang Chua liegt im Distrikt Kinnaur. Der Berg liegt östlich des Flusstals des Satluj. Im Süden liegt das Nesang-Tal.
Der Gang Chua wurde am 16. Juni 1974 von einer Expedition der indischen Militärakademie (F.J. Bahadur, M.A. Naik und Naik Omar Chand) erstbestiegen.